# 四日町站
四日町站（日语：／ Yokkamachi eki */?）是位於富山縣小矢部市矢水町，加越能鐵道加越線的鐵路車站（廢站）。

## 歷史
- 1924年（大正13年）11月3日：在舉行陸軍特別大演習（日语：陸軍特別大演習）之際設置臨時停留所[1]。
- 1934年（昭和9年）7月1日：加越鐵道開設此站（停留所）[2][3][1]。
- 1943年（昭和18年）1月1日：成為富山地方鐵道的車站[2]。
- 1947年（昭和22年）10月：升級為停車場[1]。
- 1950年（昭和25年）10月23日：成為加越能鐵道的車站[2]。
- 1972年（昭和47年）9月16日：加越線廢除，此站也被廢除[2]。

## 相鄰車站
加越能鐵道
加越線
南石動－四日町－藪波

## 注腳
1. 1 2 3  藪波村史編纂委員會《藪波村史》1968年（昭和43年）7月，藪波村史刊行委員會，556頁
2. 1 2 3 4  今尾惠介《日本鐵道旅行地圖帳》6號北信越（新潮社、2008年）p.33
3. ↑  鐵道省編1935年（昭和10年）3月，川口印刷所出版部，259頁

## 相關項目
- 日本鐵路車站列表 Yo